# Branko Galeb
Branko Galeb, hrvatski fizičar, jedan od osnivača Prirodoslovno-matematičkog fakulteta u Sarajevu i dugodišnji predstojnik Katedre ta fiziku na Medicinskom fakultetu Sarajevskog sveučilišta.